# Тулкибаски район
Тулкибаски район (на казахски: Түлкібас ауданы) е съставна част на Туркестанска област, Казахстан.
Има обща площ 2344 км2 и население 112 507 души (по приблизителна оценка към 1 януари 2020 г.). Административен център е село Турар Ръскулов.